# 蝟实
蝟实（学名：Kolkwitzia amabilis）为忍冬科蝟实属的唯一种，是中国的特有植物，因其果实像刺猬，故有此称。分布在中国的陕西、甘肃、山西、河南、湖北、安徽等地，生长于海拔350米至1,340米的地区，一般生长在山坡、路边或灌丛中。

## 参考文献

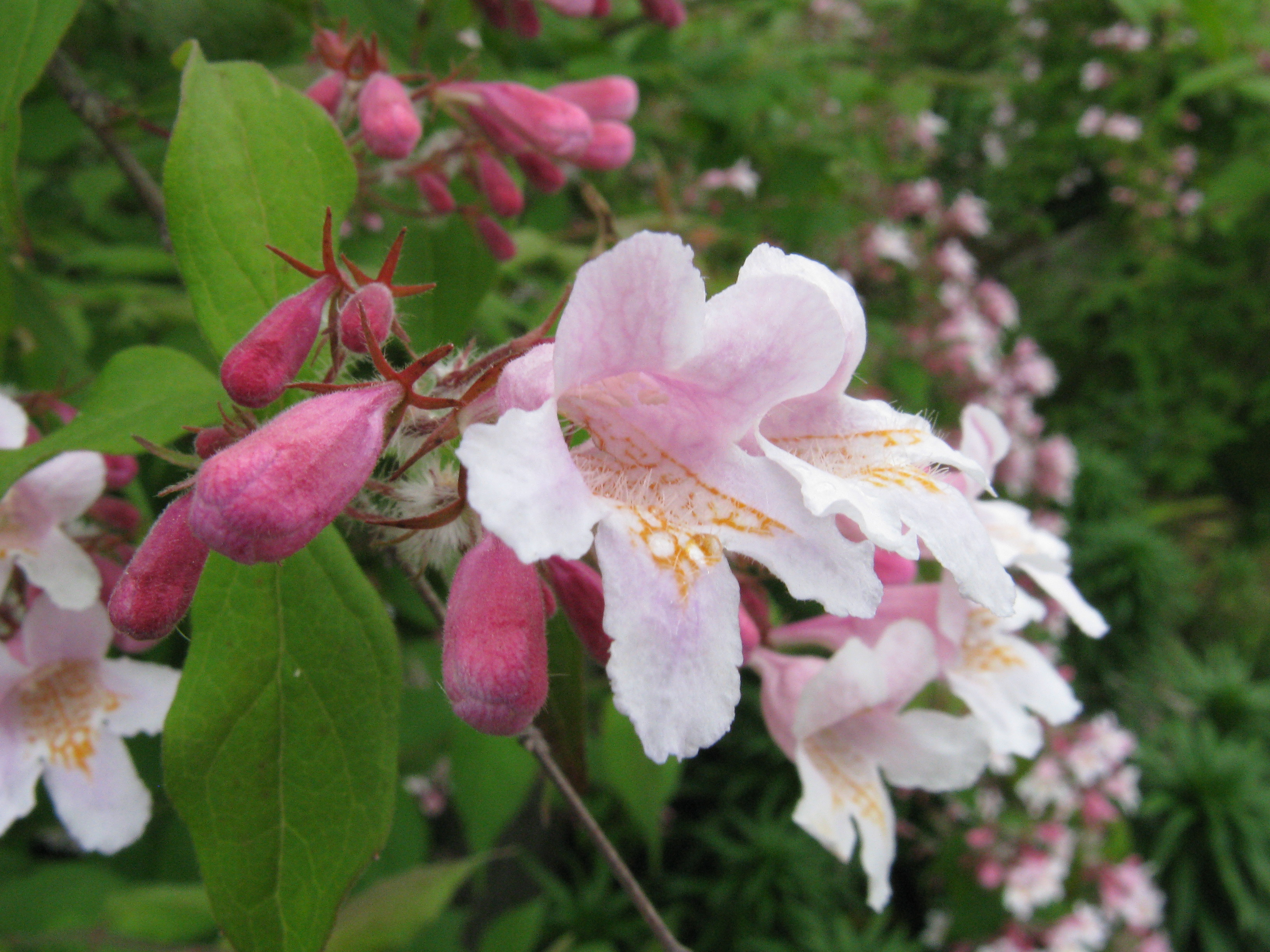
花

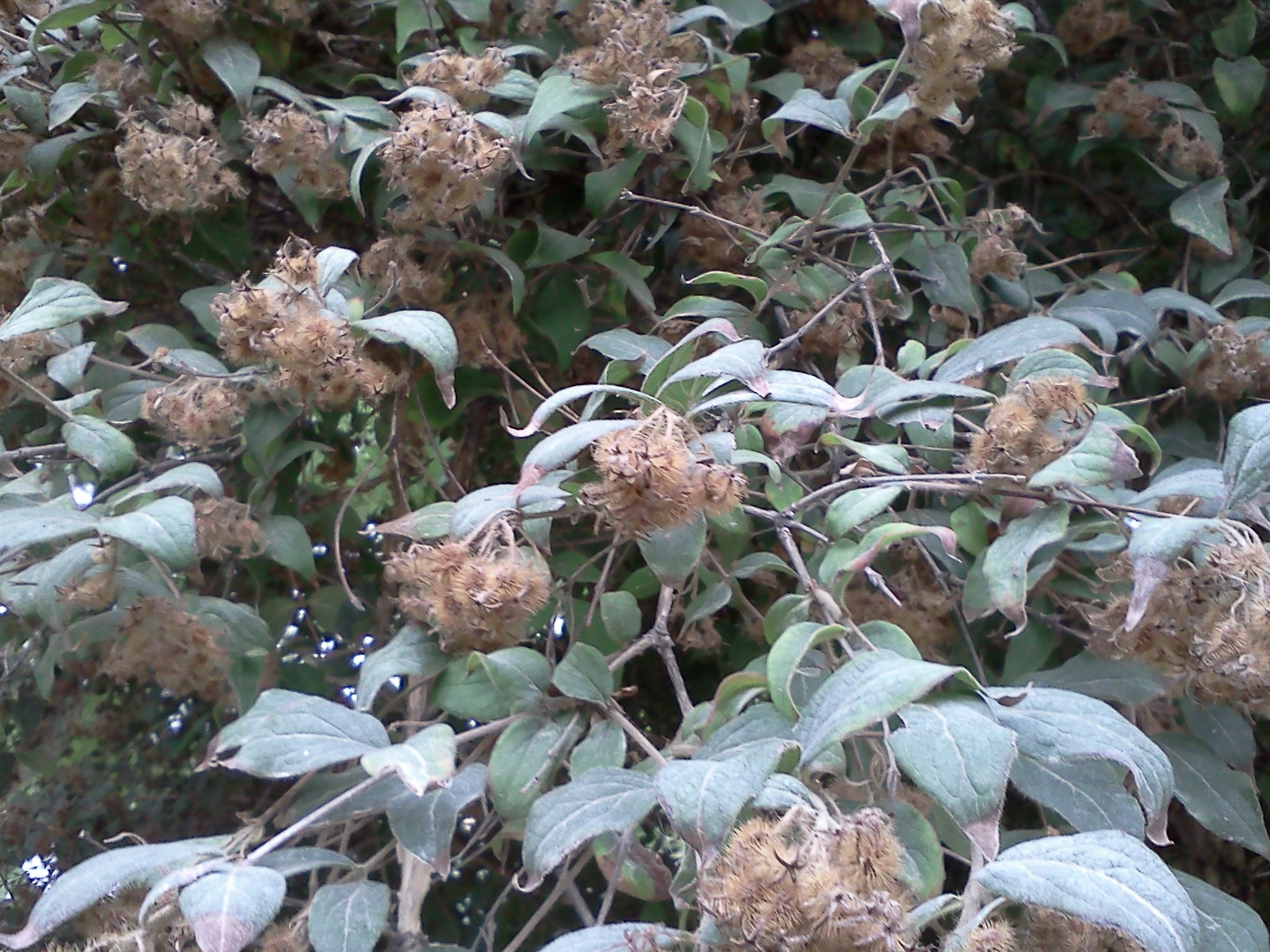